# Longs socken
Longs socken i Västergötland ingick i Barne härad och området ingår sedan 1971 i Vara kommun och motsvarar från 2016 Longs distrikt.
Socknens areal är 16,81 kvadratkilometer varav 16,69 land. År 2000 fanns här 186 invånare. Kungsgården och kyrkbyn Long med sockenkyrkan Longs kyrka ligger i socknen.

## Administrativ historik
Socknen har medeltida ursprung.
Vid kommunreformen 1862 övergick socknens ansvar för de kyrkliga frågorna till Longs församling och för de borgerliga frågorna bildades Longs landskommun. Landskommunen uppgick 1952 i Levene landskommun som 1967 uppgick i Vara köping som 1971 ombildades till Vara kommun. Församlingen uppgick 2002 i Levene församling.
1 januari 2016 inrättades distriktet Long, med samma omfattning som församlingen hade 1999/2000.  
Socknen har tillhört län, fögderier, tingslag och domsagor enligt vad som beskrivs i artikeln Barne härad. De indelta soldaterna tillhörde Skaraborgs regemente, Skånings kompani och Västgöta regemente, Barne kompani.

## Geografi
Longs socken ligger norr om Vara kring Afsån. Socknen är en uppodlad slättbygd på Varaslätten.
Socknen korsas av riksväg 47 samt länsväg 187, vilka korsar varandra några hundra meter sydväst om Longs kyrka. Kyrkbyn ligger ungefär halvvägs mellan Vara och Stora Levene.

## Fornlämningar
Från järnåldern finns resta stenar.

## Namnet
Namnet skrevs 1277 Lung och kommer från kyrkbyn och innehåller lung, 'sand- eller grusmark; sandås, grusås'.